# Décès en mars 2002
Décès
- 1998
- 1999
- 2000
- 2001
- 2002
- 2003
- 2004
- 2005
- 2006

Pour une information complémentaire, voir la page d'aide.

| Date     | Nom                  | Activités                                                                                             | Âge | Source |
| -------- | -------------------- | --- | --- | ------ |
| 1er mars | Thomas Owen          | Ecrivain belge.                                                                                       | 91  |        |
| 2 mars   | Jason Mayele         | Footballeur international congolais.                                                                  | 26  | (en)   |
| 3 mars   | Toshimitsu Imaï      | peintre japonais                                                                                      | 73  |        |
| 4 mars   | Velibor Vasović      | Footballeur international yousgoslave devenu entraîneur.                                              | 62  | (en)   |
| 5 mars   | Jacques Kalisz       | architecte français                                                                                   | 75  |        |
| 6 mars   | Ralph Rumney         | peintre britannique                                                                                   | 67  |        |
| 9 mars   | Normand Lockwood     | compositeur américain                                                                                 | 95  | (en)   |
| 10 mars  | Shirley Scott        | organiste de jazz américaine                                                                          | 67  |        |
| 11 mars  | Franjo Kuharić       | cardinal croate, archevêque de Zagreb                                                                 | 82  |        |
| 11 mars  | Albert Ritserveldt   | coureur cycliste belge                                                                                | 86  |        |
| 11 mars  | James Tobin          | économiste américain et créateur de l'idée d'une taxe sur les transactions financières                | 84  |        |
| 12 mars  | Louis-Marie Billé    | cardinal français, archevêque de Lyon et Primat des Gaules                                            | 64  |        |
| 12 mars  | Jean-Paul Riopelle   | peintre québécois                                                                                     | 78  |        |
| 14 mars  | Germain Bonel        | peintre français d'origine catalane                                                                   | 88  |        |
| 14 mars  | Hans-Georg Gadamer   | philosophe allemand                                                                                   | 102 |        |
| 14 mars  | Joseph Goutorbe      | coureur cycliste français                                                                             | 85  |        |
| 15 mars  | Werner Unger         | footballeur international est-allemand                                                                | 70  |        |
| 15 mars  | Edouard Zelenine     | peintre soviétique puis russe                                                                         | 63  |        |
| 16 mars  | Carmelo Bene         | acteur, écrivain, réalisateur et metteur en scène italien                                             | 64  |        |
| 16 mars  | Jean-Jacques Steen   | acteur français                                                                                       | 82  |        |
| 16 mars  | Danilo Stojković     | acteur yougoslave                                                                                     | 67  |        |
| 17 mars  | Alain Van der Biest  | homme politique belge                                                                                 | 58  |        |
| 18 mars  | Rodolfo Falzoni      | coureur cycliste italie                                                                               | 76  |        |
| 19 mars  | John Patton          | organiste de jazz américain                                                                           | 66  |        |
| 19 mars  | Erkki Salmenhaara    | compositeur, critique, professeur et musicologue finlandais                                           | 61  |        |
| 19 mars  | Willy Suter          | peintre suisse                                                                                        | 83  |        |
| 20 mars  | Albert Toris         | Footballeur puis entraîneur français.                                                                 | 76  |        |
| 21 mars  | Francis Leroi        | Cinéaste français de Film pornographique.                                                             | 59  |        |
| 23 mars  | Marcel Kint          | coureur cycliste belge                                                                                | 87  |        |
| 27 mars  | Milton Berle         | humoriste, acteur, compositeur et scénariste américain.                                               | 93  |        |
| 27 mars  | Dudley Moore         | acteur, compositeur et scénariste britannique.                                                        | 66  |        |
| 27 mars  | Tadeusz Rut          | athlète polonais, médaillé de bronze aux Jeux olympiques d'été de 1960.                               | 70  |        |
| 27 mars  | Billy Wilder         | réalisateur, producteur et scénariste américain de films noirs et de comédies                         | 95  |        |
| 28 mars  | Klaus Croissant      | ancien avocat de la Fraction armée rouge (FAR) et ex-espion de la Stasi, police politique de l'ex-RDA | 70  |        |
| 28 mars  | Amdo Jampa           | peintre tibétain                                                                                      | 91  | (en)   |
| 30 mars  | Elizabeth Bowes-Lyon | reine mère du Royaume-Uni                                                                             | 101 |        |